# Elymnias egialina
Elymnias egialina är en fjärilsart som beskrevs av Felder 1863. Elymnias egialina ingår i släktet Elymnias och familjen praktfjärilar. Inga underarter finns listade i Catalogue of Life.